# Озрен Солдатовић
Озрен Солдатовић је измишљени лик из серија Срећни људи и Бела лађа. Измислио га је Синиша Павић, а тумачио Душан Голумбовски.

## Ранији живот
Озрен Солдатовић је рођен око 1945. године у Смедереву, а када је имао свега две године мајка га је оставила. Убрзо затим је отишао да живи са маћехом Јованком у Чачку, где је живео до осамнаесте године, када га је маћеха избацила из куће, уз образложење да је био веома проблематичан. У младости је често боравио по поправним домовима, бавио се боксом, и био чувар магацина са алатом. Ухапшен је под сумњом да је крао робу из магацина, а на суду га је бранио тада млади правник Хаџиздравковић. Са сличним проблематичним пријатељима убрзо је отишао у Италију, где је постао значајна фигура у свету мафије.

## Срећни људи
Озрен Солдатовић је купио вилу у Београду, у коју се убрзо и уселио, заједно са женом Озренком, са којом се касније стално свађао, јер је она оправдано сумњала да је он вара и да планира да је убије; како би наследио огромно богатство које се води на њено име. Окружује га обезбеђење које може пружити снажан отпор и самој полицији. Њихов шеф (који је пред крај серије смењен) носи надимак Роки, и у стању је да уради све што му се нареди па је једном приликом подметнуо бомбу пословној жени Малини Војводић. Убрзо, Солдатовић доводи у своју вилу и саму маћеху, иако га је она избацила из куће кад је био млад. Иако јој је био пружен изузетан комфор, стара жена је свесно остала при свом ставу да је њен син „обичан мангуп који је ојадио народ“.
Иницијални разлог његовог доласка у Београд, био је чињеница да му је локална естрадна звезда Катарина, звана Кети побегла у југословенску престоницу без његовог знања. Када су рекеташи бацили кашикару на клуб где је она певала, Солдатовић је купио локал и отворио сопствени. Убрзо је купио и локал где је отворена коцкарница. Кроз неколико месеци, Солдатовић практично постаје власник пола Београда - продавница аутомобила, бутика, тржних центара, салона, банке... Међутим, убрзо добија страх од конкуренције, па покушава да убије Малину Војводић, бившу певачицу која се вратила из Италије и редом купила више локала, које је он планирао да купи. Посумњао је да иза ње стоји конкурентска мафијашка група, која је у неколико наврата покушала да га убије, шаљући му бомбе (од којих је једна експлодирала и направила му велику материјалну штету). Био главни спонзор Избора за Мис Југославије 1995. године и безуспешно је покушао је да „изгура“ Кети, која се пријавила. Убрзо се испоставило да још увек има великих проблема са другим мафијашима, јер је и даље масовно добијао телефонске претње, а сумњао је да су покушали да га отрују мишомором, да је чак написао и тестамент. На крају серије се повукао из посла, дајући велики новац Голубовићима, Шћепану Шћекићу и другима за које је веровао да стоје иза претњи, покушавши да уведе миран и безбрижан живот у свој дом. Али, претње су наставиле да стижу.

## Срећни људи: Новогодишњи специјал
Озрен Солдатовић за дочек нове 1997. године са супругом Озренком одлази у ресторан са обезбеђењем, на пејџеру му стиже порука „Даће Бог да цркнеш“. Затим у шаљивој пошти му пише да проведе ноћ као да му је последња и због тога га ухвати паника да ће га убити, а на новогодишњој лутрији добија торту са специјалним изненађењем унутра за које мисли да је бомба и због тога ју је поклонио Маринку Биџићу који се представља као Конте Марио Марко дел Тинторето (јер је живео и радио у Италији).

## После серије Срећни људи
Број људи у његовом окружењу се смањио. Болесна маћеха му је убрзо умрла, а он се са 60 година развео од супруге. У међувремену је добио новог младог помоћника, Густава Стојановића званог Аламуња, који уместо сада већ старог мафијаша обавља „прљаве“ послове.

## Бела лађа
Солдатовић је знатно остарео, а његовом лошем изгледу и здрављу доприноси нездрав начин живота који води. Ипак, примећује се да се са моралног аспекта значајно поправио, иако још увек има везе са мафијом, подсвесно се спрема и за нека боља дела спрам друштва, мада и даље има манију гоњења. Његова извршна снага је мафијаш Густав Стојановић, звани Аламуња, кога је Озрен пронашао као уличног криминалца и покушао од њега да направи значајну фигуру у свету мафије, у чему није много успео, с обзиром на Аламуњино понашање. Био је главни финансијер Странке здравог разума, чији је председник био Срећко Шојић. Пошто му дуго није враћена огромна сума новца која је потрошена у предизборној кампањи странке за парламентарне изборе, Солдатовић је дао могућност Шојићу да заступа и брани његове интересе на политичкој сцени државе, а он би му за узврат опростио дуг. Како мандатар и актуелни премијер Мајсторовић није успео да формира владу, расписали су се нови парламентарни избори, а Солдатовић је одлучио да се више политички ангажује и уђе у скупштину, било са Шојићем, Хаџиздравковићем или Пантићем. Благоје Пантић је успео да га наговори да финансира изборну кампању странке Поштени грађани, чији је председник Димитрије Пантић, Благојев отац. Такође је последњи пут упозорио Шојића на понашање током кампање и запретио да ће га уклонити са политичке сцене и убити уколико га не слуша и не заступа његове интересе као што је договорено. Ипак, од Шојића није било много користи, па се окренуо Хаџиздравковићу, председнику Странке демократске ренесансе; који га је недуго затим оптужио да је партија доживела раскол због његовог новца. На крају серије је један од тајкуна који су, у кабини „Беле лађе“, формирали владу.